# 錫爾弗利夫鎮區 (明尼蘇達州貝克縣)
錫爾弗利夫鎮區（英語：Silver Leaf Township）是位於美國明尼蘇達州貝克縣的一個行政鎮區。

## 地方資料
錫爾弗利夫鎮區的面積為93.80平方千米，當中陸地面積為90.70平方千米，而水域面積為3.10平方千米。根據2020年美國人口普查的數據，當地共有人口512人，而人口密度為每平方千米5.46人。